# Justo Gallego Martínez
Justo Gallego Martínez (Mejorada del Campo, Madrid, 20 de septiembre de 1925 - Ibídem, 28 de noviembre de 2021) fue un agricultor y constructor autodidacta español, conocido por haber iniciado la construcción de su propia catedral dentro de su pueblo natal.

## Biografía

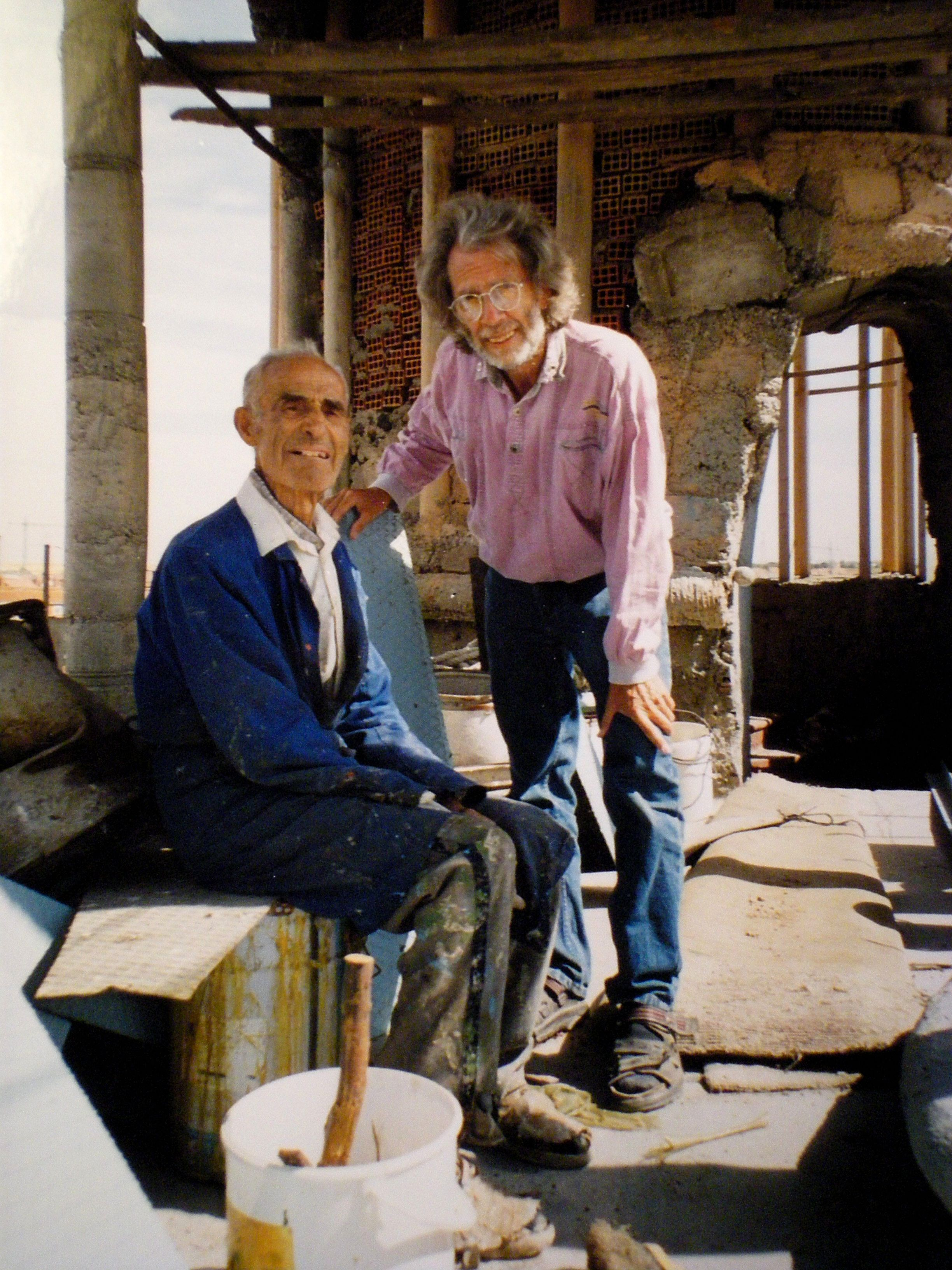
Justo en el año 2003 con el artista alemán Ulrich Brinkhoff en el tejado de la catedral

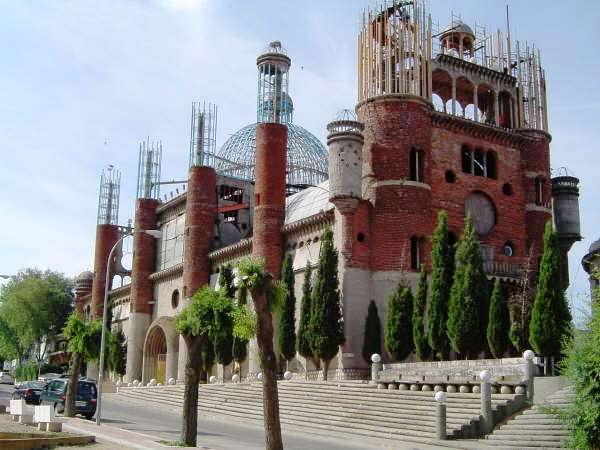
Catedral de Justo Gallego Martínez, en Mejorada del Campo (2005).

Ingresó a la edad de 27 años en el monasterio soriano de Santa María de Huerta para abandonarlo sin llegar a hacer los votos, cuando contrajo tuberculosis en 1961. Comenzó a construir su catedral en unos terrenos que había heredado de sus padres, sin el respaldo de la Iglesia católica. Justificó su catedral en la fe que poseía en Cristo y se la dedicó a la «Nuestra Señora del Pilar, Madre de Dios». Su cúpula tiene 40 metros de alto. 
La construcción la hizo en su gran mayoría solo pero con ayuda de sus 6 sobrinos y de voluntarios eventuales. En ocasiones contrató los servicios de especialistas con su propio dinero. Financió su trabajo alquilando o vendiendo terrenos heredados y con donaciones que recibió de cuando en cuando. A su fallecimiento, no existían planos ni proyecto de la obra, ya que Justo Gallego afirmaba tenerlo «todo en la cabeza». Tampoco tenía conocimientos especializados en albañilería ni arquitectura y tuvo incluso que abandonar sus estudios primarios debido a la guerra civil española. Según contaba el propio Justo a los visitantes que se acercan a contemplar su obra, obtuvo los conocimientos necesarios a través de libros sobre catedrales y castillos.
La mayor parte de los materiales de construcción que utilizó eran reciclados. Usó tanto objetos de la vida diaria como materiales desechados por las constructoras y por una fábrica de ladrillos cercana. Para hacer las columnas utilizó como moldes bidones de gasolina viejos, y una rueda de bicicleta hace las veces de polea. Su obra le llevó a protagonizar en 2005 un anuncio publicitario de televisión para la marca de bebida Aquarius. Cobró 30 000 euros por ceder la catedral durante 3 días de rodaje y por participar en él.
Hasta su fallecimiento, Gallego vivió con su hermana cerca de su catedral. Su lema era «servir primero a Dios, luego al prójimo y por último a mí mismo» y por eso comenzó una catedral sin más conocimientos que los leídos en libros antiguos, muchos de ellos en latín, según asegura él mismo. Aseguró que cerca de 2000 personas acudían cada verano a visitar la catedral, y son muchos los estudiantes, sobre todo extranjeros, que le ayudan en esta época. En abril de 2021, a la edad de 95 años, recibió la medalla de Hijo Predilecto de Mejorada del Campo.
El 9 de noviembre de 2021 cedió su catedral a la ONG Mensajeros de la Paz del Padre Ángel para que terminase el proyecto al cual dedicó su vida. Finalmente, falleció 19 días más tarde en su pueblo natal, Mejorada del Campo, contando con 96 años de edad. Aunque su deseo era ser enterrado en la cripta de su catedral, las autoridades no lo permitieron por motivos sanitarios, por lo que su cuerpo fue enterrado en el cementerio del pueblo.

## Documentales
- El labriego que creyó en Dios, coproducción España - Escocia, producción año 2000, Dirección José Ramón Pedroza, Producción Zacarías Copping, Guion José Ramón Pedroza, Jorge A Morales. duración 38 min.[6]
- Discovery Channel Latinoamérica, en su sección «Momentos Discovery» entre comerciales, emitía durante el año 2006 un documental de aproximadamente tres minutos, donde Don Justo explica las visiones en su catedral y menciona su poca experiencia con la ingeniería o arquitectura, exponiendo su fe como motor del proyecto.
- Ser Justo. La catedral de todos. El canal TV Novosti grabó en 2016 un documental de 27 min. de duración.
- Las tentaciones de Justo, documental (España, 2021). Guion y dirección: Miryan Pedrero y Diego Herrero Lamo de Espinosa. Duración: 65 min.
- Pan Seco, documental (España, 2020). Dirección: Román Cadafalch y Cadhla Kennedy. Duración: 74 min.
- The Cathedral, documental (Eslovaquia, 2022). Dirección: Denis Dobrovoda. Duración: 87 min.